# Satyrium carneum
Satyrium carneum là một loài phong lan đặc hữu của tây nam tỉnh Cape.

## Hình ảnh

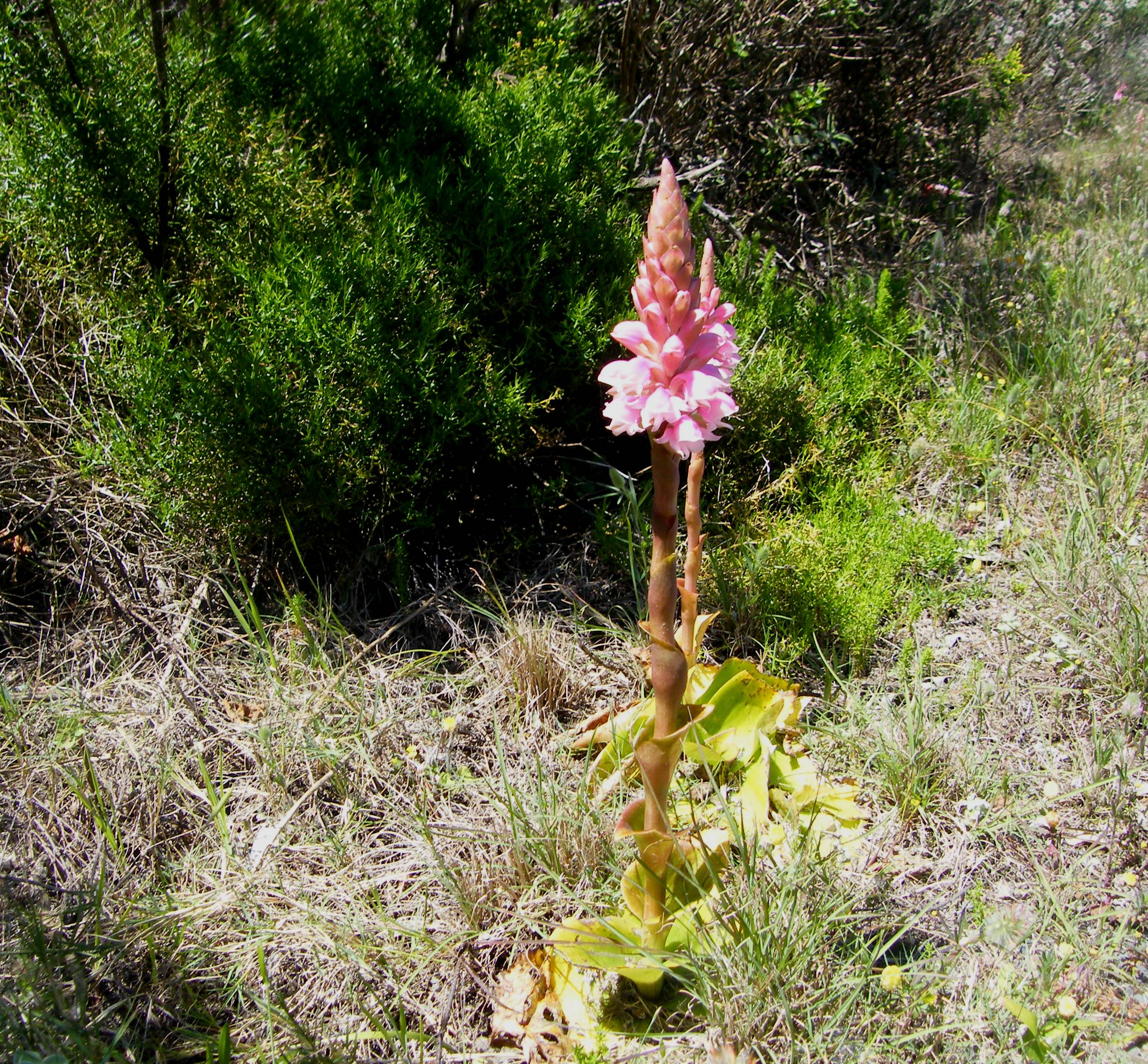